# Linckia gracilis
Linckia gracilis is een zeester uit de familie Ophidiasteridae.
De wetenschappelijke naam van de soort werd in 1985 gepubliceerd door Liao.